# 解放村水库
解放村水库是中国甘肃省酒泉市金塔县境内的一座水库，位于黑河水系讨赖河上，建于1968年。水库正常库容为2670万立方米，集雨面积为12439平方千米，海拔为1294.3米。